# Masalia flava
Masalia flava là một loài bướm đêm trong họ Noctuidae.